# 1775
1775 је била проста година.

## Догађаји

### Април
- 19. април — Биткама код Лексингтона и Конкорда почео Амерички рат за независност од Велике Британије.
- 20. април — Почела је опсада Бостона након битака код Лексингтона и Конкорда у Америчком рату за независност.

### Мај
- 10. мај — Мала колонијална милиција предвођена Итаном Аленом и пуковником Бенедиктом Арнолдом је заузела Форт Тајкондерогу.

### Јун
- 14. јун — Континентални конгрес је основао Континенталну војску, што и Армија САД узима као датум свог оснивања.
- 15. јун — Џорџ Вашингтон је именован за врховног заповедника Континенталне војске у Америчком рату за независност.
- 17. јун — Амерички колонисти су нанели тешке губитке британским снагама у поразу код Банкер Хила.

### Датум непознат
- Википедија:Непознат датум — Мир у Ливорну између Русије и Дубровника

## Рођења

### Јануар
- 20. јануар — Андре-Мари Ампер, француски физичар и математичар (†1836)

### Август
- 6. август — Луј XIX француски краљ (†1844)

### Децембар
- 16. децембар — Џејн Остин, енглеска књижевница (†1817)

## Смрти

### Јануар
- 21. јануар — Јемељан Пугачов, козак